# Josh Weinstein
Josh Weinstein (* 5. května 1966 Alexandria, Virginie) je americký televizní scenárista a producent, známý především svou prací na animovaném seriálu Simpsonovi.

## Život
Josh Weinstein a Bill Oakley se stali nejlepšími přáteli a spisovatelskými partnery na střední škole v St. Albans; Weinstein poté navštěvoval Stanfordovu univerzitu a byl šéfredaktorem Stanford Chaparral. Pracoval na několika krátkodobých mediálních projektech, mimo jiné psal pro varietní pořad Sunday Best.
Weinstein a Oakley nakonec napsali scénář pro Show Jerryho Seinfelda a poté také epizodu Simpsonových Marge jde do zaměstnání. V roce 1992 pak byli oba najati, aby pro seriál psali natrvalo. Po napsání scénáře k dílům jako Jak jsem se přestal bát, Bart versus Austrálie a Kdo postřelil pana Burnse? byli oba jmenováni výkonnými producenty a showrunnery 7. a 8. řady seriálu. Pokusili se natočit několik emotivních epizod zaměřených na rodinu Simpsonových a také několik koncepčních dílů, jako například Homerův nepřítel, Dva zlí sousedé a Ředitel Skinner a seržant Skinner, a za svou práci získali tři ceny Primetime Emmy.
Po odchodu ze Simpsonových vytvořili Oakley a Weinstein seriál Mission Hill. Seriál se potýkal s problémy s výdaji na reklamu a byl rychle zrušen, ale v následujících letech se stal kultovním. Pracovali jako konzultanti u seriálu Futurama, v roce 2003 vytvořili seriál The Mullets, napsali několik neúspěšných televizních pilotů a v roce 2009 působili jako showrunneři seriálu Sit Down, Shut Up. Oakley projekt opustil kvůli sporu o smlouvu, ale Weinstein zůstal až do zrušení seriálu. Po obnovení vysílání stanice Comedy Central se opět podílel na produkci a psaní scénářů pro Futuramu a v roce 2011 získal cenu Emmy. Weinstein je od roku 2013 showrunnerem seriálu Strange Hill High a od roku 2015 seriálu Danger Mouse. Pracoval také jako scenárista 2. řady seriálu Městečko záhad, kde se podílel na 9 epizodách.
V roce 2018 Weinstein společně s Mattem Groeningem vytvořil animovaný seriál Rozčarování společnosti Netflix, na kterém se v současnosti podílí jako spoluscenáristé.
Weinstein je od 2. července 1995 ženatý s novinářkou Lisou Simmonsovou. Manželé mají dvě děti.